# Огледалото е с две лица
„Огледало с две лица“ (на английски: The Mirror Has Two Faces) е американска романтична комедийна драма от 1996 година, продуцирана и режисирана от Барбра Страйсънд, която също участва във филма. Сценарият на Ричард Лагравенс е базиран на френския филм Le Miroir a deux от 1958 г., написан от Андре Каят и Жерар Ури, фокусиран върху домакиня, която се превръща в красавица и създава проблеми в брака ѝ.
Във филма още участват Джеф Бриджис, Лорън Бакол, Пиърс Броснан, Джордж Сегал, Мими Роджърс и Бренда Вакаро.
Стрейзънд, Марвин Хамиш, Робърт Джон „Мът“ Ланге и Брайън Адамс композират тематичната песен на филма „Накрая намерих някой“. Стрейзънд я пее на саундтрака с Адамс.
За работата си във филма, Лорън Бакол е наградена със Златен глобус за най-добра поддържаща актриса, и номинирана за Оскар в същата категория.

## Български дублажи
| Озвучаващи артисти | Татяна Захова |

| Озвучаващи артисти | Даниела Йорданова Таня Димитрова Лиза Шопова Светозар Кокаланов Александър Митрев |